# Nelkhāş-e ‘Olyā
Nelkhāş-e ‘Olyā (persiska: نلخاص عليا, نل خواست عليا, Nel Khvāst-e ‘Olyā) är en ort i Iran.   Den ligger i provinsen Lorestan, i den centrala delen av landet, 300 km sydväst om huvudstaden Teheran. Nelkhāş-e ‘Olyā ligger 1 840 meter över havet och antalet invånare är 145.
Terrängen runt Nelkhāş-e ‘Olyā är kuperad. Runt Nelkhāş-e ‘Olyā är det ganska tätbefolkat, med 166 invånare per kvadratkilometer. Närmaste större samhälle är Aznā, 17,2 km söder om Nelkhāş-e ‘Olyā. Trakten runt Nelkhāş-e ‘Olyā består i huvudsak av gräsmarker.